# Lucia (cântăreață)
Lucia (n. Lucia-Maria Popescu pe 5 august 1994 în București) este o cântăreață română de muzică pop-soul. Ea și-a făcut debutul în februarie 2012 prin intermediul unei preluări a piesei „Silence” în original de The MOOoD. Versiunea sa a cântecului a depășit 11 milioane de vizualizări pe YouTube , iar muzica Luciei a fost intens comentată de site-urile de specialitate din România.
În iunie 2012, Lucia a fost preluată de agenția de management muzical Global Music Management, recent redenumită Global Records , care se ocupă și de managementul artistei Inna. În august 2012, artista a susținut primul ei concert și a reprezentat muzica românească, pe o scenă dedicată în cadrul celei de-a doua ediții a festivalului Summer Well.
Cel de-al doilea single al său, numit „Me Over You” , a apărut tot în luna august și a beneficiat de un videoclip filmat în regia lui Radu Aldea. Stilul interpretativ al Luciei a fost comparat cu cel unor cântărețe precum Adele sau Regina Spektor.
Lucia este și o susținătoare a proiectelor caritabile, iar în 2012 a cântat în cadrul a două astfel de evenimente: Gala Persoanelor cu Dizabilități, organizată pe 27 noiembrie de către ActiveWatch și Fundația Motivation România, în Studioul 3 al TVR, și concertul caritabil UNICEF, ce a avut loc pe 17 decembrie și unde a cântat, alături de Smiley și Vunk, pentru copiii vulnerabili din România.
Lucia a lansat albumul ei de debut : Silence pe 6 noiembrie 2015  .
Single-uri
- Silence
- Me Over You
- Hide (Like Stars)